# Gracixalus supercornutus
Gracixalus supercornutus es una especie de anfibio anuro de la familia Rhacophoridae. Se distribuye por las montañas del centro de Vietnam y en las provincias de Salavan y Khammouane, Laos. Habita en bosques entre los 1100 y los 1900 metros de altitud donde se suele encontrar junto a charcas.
Las hembras depositan entre cinco y ocho huevos en la superficie de una hoja junto a una charca. La principal amenaza a su conservación es la pérdida y fragmentación de su hábitat natural debida a actividades humanas.